# 苏穆埃尔
苏穆埃尔（约公元前1894年—约公元前1866年在位）（英語：Sumuel）拉尔萨国王。他执行冈古农的遗训，将河水从伊辛改道，並夺取了尼普尔。